# Dounia Mahammed
Dounia Mahammed (1990) is een Belgische actrice, theaterauteur en theatermaker. Ze heeft een Belgische moeder en een Algerijnse vader. Ze brak door met de productie Salut Copain, haar eindwerk waarmee ze in 2016 laureate werd van de SABAM Jongtheaterschrijfprijs op Theater aan Zee in Oostende.

## Opleiding
Dounia Mahammed volgde kunsthumaniora en studeerde daarna verder aan de afdeling drama van het KASK in Gent. Daar studeerde ze in 2015 af met haar eindwerk Salut Copain.

## Loopbaan
Dounia Mahammed werd bekend bij het brede publiek doordat de monoloog Salut Copain als laureaat Jong Theater op Theater aan Zee 2016 werd geprogrammeerd. In 2017 maakte Salut Copain als onderdeel van de Circuit X-selectie deel uit van HetTheaterfestival. Ook haar tweede productie, de solovoorstelling w a t e r w a s w a s s e r, kreeg in 2018 een plaats in het festivalprogramma van Theater aan Zee en was in 2017 te zien op het Bâtard Festival. Als onderdeel van het omwille van COVID-19 online georganiseerde Working Title Festival van kunstenwerkplaats workspacebrussels maakte ze in 2020 de podcast Panic & Other Attacks.
Taal, communicatie en de rol van verschillende culturen zijn thematieken die vaak aan bod komen in haar werk. Ze werkt sinds 2015 samen met de internationale kunstenwerkplaats wp zimmer.
Naast haar eigen solowerk, werkt Dounia Mohammed regelmatig samen aan theaterproducties met anderen. Zo schreef en speelde ze in 2021 samen met Jonas Baeke en Mats Vandroogenbroeck de kindervoorstelling Bambiraptor (8+), een productie van Kopergietery. Ook was ze als gastactrice te zien in het eerste seizoen van de televisieserie De Ridder.

## Prijzen
- SABAM Jongtheaterschrijfprijs 2016 voor Salut Copain

## Publicaties
- Salut Copain (De Nieuwe Toneelbibliotheek, 2016)